# Carlos José Caldeira
Carlos José Caldeira (Lisboa, 23 de enero de 1811 - íd., 30 de diciembre de 1882) fue un periodista, escritor, diplomático y político portugués, miembro de la llamada Generación de 1852 y embajador en España de su país.

## Biografía
Era hijo del magistrado José Vicente Caldeira do Casal Ribeiro, hidalgo caballero de la Casa Real y juez del tribunal supremo de Portugal (la llamada Casa da Suplicação), y de Maria Henriqueta Gomes Ribeiro. Su hermano pequeño fue José María, primer Conde de Casal Ribeiro (Lisboa, 1825 - Madrid, 1896), también ocasional periodista en O Republicano, así como primo de Jerónimo José da Mata, obispo de Macau o Macao entre 1845 y 1862. Hombre serio, inteligente y religioso, le fue concedido a mediación de su padre el hábito de la Orden de Cristo. Se formó en la Academia Real da Marinha y el Aula do Comércio y llegó a ser inspector general de aduanas. Fue el primer jefe de la Oficina de Estadística creada en el Ministerio de Obras Públicas. Esto probablemente se debió al profundo conocimiento de la economía que demostró en los artículos publicados bajo el seudónimo de Veritas en varias publicaciones periódicas, que incluyen: Arquivo Pitoresco, Arquivo Universal, Correio da Europa, Diário de Notícias, Ilustração Luso Brasileira, Jornal do Comércio y Revista Peninsular.
Estando en Coímbra, fue detenido y conducido a prisión en octubre de 1847, junto con su hermano, seguramente por actividades políticas más o menos ilegales o en la oposición. Ya rondando la cuarentena, comenzó un viaje de vuelta al mundo en junio de 1850 a través de los lugares descubiertos o conquistados por los portugueses, lo que lo llevó a través del Mediterráneo y el Mar Rojo hasta China, donde permaneció dieciséis meses visitando distintos puertos, Hong Kong (recién "creado" por la derrota de China en la segunda guerra del Opio), Shanghái, Cantón y Macao; conoció al diplomático español Sinibaldo de Mas, y regresó por Singapur, Goa, Mozambique, el Cabo de Buena Esperanza, Luanda (Angola) y las Azores, para arribar de nuevo a la patria el 18 de agosto de 1852. Este viaje dio por resultado varias obras literarias que ilustran el estilo emprendedor y reformador del autor, en especial un libro de viajes en dos volúmenes donde no ocultaba a sus coterráneos el achacoso estado del antaño glorioso imperio colonial. También realizó un periplo por España desde Barcelona, que publicó en 1855 por entregas en la Revista Peninsular.
También redactó el Boletín Oficial de Macao durante un año (1850-1851). Como escritor y periodista difundió el iberismo y los escritos al respecto del español Sinibaldo de Mas, con quien dirigió la bilingüe Revista Peninsular, impresa en Lisboa entre 1855 y 1856. Tradujo, anotó y publicó la tercera y última edición de A Ibéria de Sinibaldo de Mas, obra que produjo en la época una gran controversia al propagar los ideales de la Unión Ibérica y que va acompañada de una entusiasta biografía del autor. En esa misma línea escribió algunos artículos en el diario O Progresso. En 1868, en vísperas de la Revolución de 1868, le fueron intervenidos varios de los escritos iberistas de Sinibaldo en la aduana portuguesa con el propósito de divulgarlos en el país, lo que causó no poco escándalo.

## Obras
- Apontamentos de uma viagem de Portugal á China atravez do Egypto em 1850, e descripção da gruta de Camões em Macao. Macao: China, Typ. Albion de Ino: Smith 1851.
- Considerações sobre o estado das Missões e da religião Christã na China.... Lisboa: Typ. de Borges, 1851.
- Apontamentos d'uma Viagem de Lisboa a China e da China a Lisboa. Lisboa: na Typographia de G.M. Martins, 1852 e 1853, 2 vols.
- "Fragmentos de uma viagem inédita na Península”, en Revista Peninsular, Lisboa, Typografia do Progresso, 1855, 3 entregas.